# Purely 〜その狭い青空を見上げて〜
『Purely 〜その狭い青空を見上げて〜』（ピュアリ〜そのせまいあおぞらをみあげて〜）はRUNEから2007年8月24日に発売された18禁恋愛アドベンチャーゲームである。美少女☆クオリティより携帯電話向けのゲームアプリとしても配信されている。

## ストーリー
ふたつの山脈に抱かれている町の温泉旅館の跡取り息子の主人公・優哉は、いつもこの町の空は狭いと考え込んでいた。ある日、クラスメイトから廃部寸前の「温泉部」の復興を頼まれることになる。やる気は全然ないまま部に入部した優哉は、彼を「シュクヤ」と呼ぶ不思議な少女と出会い、少女との出会いが彼の人生を少しずつ変えてゆく。

## キャラクター
墨崎 優哉（すみさき ゆうや）
声：なし
本作の主人公。温泉旅館『すみさき』の跡取り(長男)だが本人には継ぐつもりはない様子。
結構アツイ性格だが見せ場間違い。
秋里 愛歌（あきさと まなか）
声：桜木ハルキ
主人公の同い年の幼馴染でクラスメイト。
毎回テストで学内の平均点と同じ点数をとる為「平均点告知機」と呼ばれる。
翠川 悠（みどりかわ ゆう）
声：風音
廃部しそうな温泉部の部長。
いつでも元気で人生を楽しめる人間像。
優哉や愛歌とは別のクラスだが、二人を温泉部に引き入れようとしている。
葛城 恋鳥（かつらぎ ことり）
声：楠鈴音
温泉部の唯一の部員。
悠とクラスメイトで恋鳥にとって唯一の友。
口数が少なく、常に冷静だが、時折天然な部分もある。
雫色 つむぎ（しずくいろ つむぎ）
声：まきいづみ
主人公と同じ学校に通いながら温泉旅館『すみさき』の仲居をしているか弱い雰囲気の女性。
何故かついてない事に巻き込まれていることが多い。また、かなり機械に弱い。
墨崎 千沙（すみさき ちさ）
声：文月かな
主人公の義妹でお兄ちゃん大好きっ子。
料理の実力が下手なため愛歌からレッスンを受けている。
墨崎 陽向（すみさき ひなた）
声：風音
主人公の義弟。
兄である優哉には絶対的な信頼を寄せている。
紫藤 明日香（しどう あすか）
声：高木もも
大和の妹で千沙のクラスメイト。
兄の大和とは違って理知的で落ち着いた物腰のお嬢様。
ちなみにドイツ人クォーターである。（祖母がドイツ人）
秋里 秋香（あきさか あきか）
声：如月葵
愛歌の母親。
当然、相応の年齢であるはずだが、20代にしか見えないほど若くて美しい。
主人公と愛歌の仲をからかって遊ぶのが趣味。
翠川 逢（みどりかわ あい）
声：川崎ハレ
病気だったらしい悠の妹。今は故人。……のはずが、
愛用していたプリペイド式携帯電話に幽霊として残っている。
なお、携帯電話の残金（約3000円）が尽くしたら消えてしまうらしい。
温泉卿（おんせんきょう）
声：柴田秀勝
温泉業界ではかなりの有名な人でドイツ人だが日本語が上手。
ちなみに紫藤兄妹の祖母の兄である。
紫藤 大和（しどう やまと）
声：城崎彦太
主人公の親友というよりも腐れ縁。
物事のセンスがずれているわりに性格のせいか男女関わらず人気が高い。
ちなみにドイツ人クォーターである。（祖母がドイツ人）

## スタッフ
- 原画：むにゅう
- 着色：白凪マサ
- シナリオ：燕人、もみあげルパンR、座敷猫
- 音楽：安瀬 聖（Peak A Soul+）

## 主題歌
- 『Aozora』
  - 歌：Duca
  - 作詞：燕人
  - 作曲：ANZE HIJIRI
- 『happiness』
  - 歌：Duca
  - 作詞：燕人
  - 作曲：安瀬聖

## 関連商品

### 主題歌マキシシングル
- Purely～その狭い青空を見上げて～ マキシシングル「the narrow sky」（2007年5月25日）
  - 定価：¥1,260
  - メディア：AUDIO-CD
  - JANコード：4535144122036
  - 品番：RUNE022MS